# Asaphes vulgaris
Asaphes vulgaris är en stekelart som beskrevs av Walker 1834. Asaphes vulgaris ingår i släktet Asaphes och familjen puppglanssteklar. Arten är reproducerande i Sverige. Inga underarter finns listade.